# Røde Laust
Røde Laust er en vandrehistorie fra Fjends-området, hvor det siges at Laust begik selvmord omkring 1800-1900-tallet. Lausts lig blev derefter taget ud gennem taget, på grund af gammel overtro om, at sjælen ikke kunne komme igennem døren. Hans såkaldte lig blev begravet lige mellem de tre sogne Vroue, Smollerup og Daugbjerg, for at hans sjæl kunne gå, hvilken vej den ville. Historien om Laust lever endnu blandt folk i det gamle Fjends, og der er en fysisk gravsten som beviser, at Laust muligvis har levet.